# Essl Art Award CEE
Der Essl Art Award CEE (Eigenschreibweise ESSL ART AWARD CEE) ist ein von Agnes und Karlheinz Essl gegründeter Kunstpreis für Kunststudierende aus zentral- und südosteuropäischen Ländern. Seit 2005 werden pro Land zwei Gewinner gleichrangig ausgezeichnet.

## Anliegen, Geschichte und Ausstellungen
In einem Auswahlverfahren werden junge Kunststudierende gefördert, um ihnen den Einstieg in die künstlerische Laufbahn etwas zu erleichtern und ihnen einen internationalen Diskurs zu ihren Werken zu ermöglichen. Der Preis bietet einen Blick auf die junge Kunstszene Zentral- und Südosteuropas. „Was bewegt junge Künstlerinnen und Künstler in dieser Region Europas, wie verarbeiten sie die sozialen, politischen und kulturellen Umbrüche und Veränderungen? Welche Rolle spielt das Private für sie, welche internationalen Kunsttrends werden von ihnen reflektiert?“ 2013 ist die Türkei als neues Land dabei.
Der Kunstpreis fördert seit 2005 in einem zweijährigen Rhythmus Nachwuchskünstler im CEE-Raum (Central and Eastern Europe). Die Jury ist international zusammengesetzt. Alle zwei Jahre findet eine Gesamtausstellung im Essl Museum in Klosterneuburg mit den Werken der Gewinner statt. Zum Teil werden Werke für die Sammlung Essl erworben. Seit 2009 wird, gesponsert durch die Vienna Insurance Group, jeweils ein nationaler Gewinner zu einer Gruppenausstellung in den Ringturm in Wien eingeladen. Juryvorsitzender seit 2005 ist René Block.

## Bewerbung und Auswahl
Kunststudierende bewerben sich online. Je Herkunftsland werden von der Jury zehn Künstler ausgewählt, wiederum in einem Online-Verfahren. Es werden pro Land zehn Kunststudierende nominiert. Für sie gemeinsam wird in jedem Land eine Ausstellung durchgeführt. Zu diesen Landesausstellungen reist die Jury an und entscheidet für zwei gleichwertige Gewinner je Land.

## Zahlen
Bis 2012 waren 33 Kunstakademien und 1500 Kunststudierende beteiligt. Mehr als 4000 Werke wurden eingereicht. Die Jury bestand aus 18 wechselnden Mitgliedern und es wurden 27 Ausstellungen in 8 Ländern veranstaltet. Es gab bis 2012 46 höchstrangig ausgezeichnete Kunststudierende und 23 Special Invitations, 31 Männer und 38 Frauen, die zwischen 1974 und 1988 geboren wurden.
2013 fand der Wettbewerb zum fünften Mal statt. Beteiligt waren Bewerber aus Bulgarien, Kroatien, Rumänien, der Slowakei, Slowenien, Tschechien, Ungarn und (erstmals) aus der Türkei.

## Preisträger
| Jahr | Bulgarien                                 | Kroatien                          | Rumänien                            | Slowakei                             | Slowenien                     | Tschechien                         | Türkei                        | Ungarn                       |
| ---- | ----------------------------------------- | --------------------------------- | ----------------------------------- | ------------------------------------ | ----------------------------- | ---------------------------------- | ----------------------------- | ---------------------------- |
| 2005 | -                                         | Nikola Kovac, Miroslav Mirt       | -                                   | Dorota Kenderova, Martin Sedlak      | Julij Borstnik, Mark Pozlep   | Kateřina Šedá, Ondrej Brody        | -                             | Agnes Toth, Agnes Verebics   |
| 2007 | -                                         | Tonka Malekovic, Zlatan Vehabovic | -                                   | Andrea Kalinová, Veronika Sramatyova | Velibor Barisic, Ana Sluga    | Tomáš Džadoň, Jakub Nepras         | -                             | Adam Albert, Daniel Horvath  |
| 2009 | -                                         | Tihana Mandusic, Ivana Juric      | Michele Bressan, Violeta Ionita     | Lenka Cisárová, Jozef Poník          | Matej Sitar, Matija Brumen    | Jan Pfeiffer, Petra Malá           | -                             | Diaána Keller, Zoltàn Pintèr |
| 2011 | Albena Stefanowa Baena, Elena Kaludowa    | Sabina Mikelic, Martin Mrzlak     | Teodora Axente, Ana Dutia           | Magdalena Kuchtova, Milan Vagac      | Suzana Brborovic, Maja Rozman | Josef Bares, Roman Stetina         | -                             | Emöke Bada, Anett Hamori     |
| 2013 | Leda Vaneva, Zoran Georgiev               | Vanja Babić, Jelena Lovrec        | Andra Nedelcu, Daniel Nicolae Djamo | Zuzana Žabková, Marcel Mališ         | Gregor Maver, Dan Adlešič     | Karíma Al-Mukhtarová, Viktor Takáč | İrem Tok, Volkan Kızıltunç    | Dia Zékány, Kund Kopacz      |
| 2015 | Angel Chobanov, Miglena Yoncheva-Nikolova | Nina Kamenjarin, Neven Petrović   | Irina Ghenu, Daniel Ghercă          | Kristián Németh, Peter Sit           | Ana Jagodic, Maruša Meglič    | Iveta Čermáková, Filip Dvořák      | Baran Çağinli, Evrim Terkeşli | Dániel Bernáth, Júlia Végh   |

## Publikationen
- ESSL AWARD 2005. Mit Texten von Karlheinz Essl, Erhard Busek (Institut für den Donauraum und Mitteleuropa), René Block, Sini Zein, Radek Horaček, Jana Geržová, Julia Fabényi, Petja Grafenauer Krnc, Nataša Ilić. deutsch und englisch, Edition Sammlung, Essl Privatstiftung, Klosterneuburg 2005, ISBN 3-902001-25-9.[8]
- ESSL ART AWARD 2007. Mit Texten von Agnes und Karlheinz Essl und Günter Geyer (Vienna Insurance Group). deutsch und englisch, Edition Sammlung, Essl Privatstiftung, Klosterneuburg 2007, ISBN 978-3-902001-39-9.[9]
- ESSL ART AWARD CEE 2009. Czech Republic, Slovakia, Hungary, Slovenia, Croatia, Romania. deutsch und englisch, Edition Sammlung Essl, Klosterneuburg 2009, ISBN 978-3-902001-50-4.[10]
- ESSL ART AWARD CEE 2011. Young Art From Bulgaria//Croatia/Czech Republic//Hungary//Romania//Slovakia//Slovenia. deutsch und englisch, Edition Sammlung Essl, Klosterneuburg 2011, ISBN 978-3-902001-64-1.[11]
- Transcending Cultures. ESSL ART AWARD CEE 2013. Young Art From Bulgaria//Croatia/Czech Republic//Hungary//Romania//Slovakia//Slovenia//Turkey. englisch, Edition Sammlung Essl, Klosterneuburg 2011, ISBN 978-3-902001-78-8.